# Tem Hansen
Tem Hansen (Vallø, 18 gennaio 1984) è un ex calciatore faroese, di ruolo centrocampista.